# WWE Championship
El WWE Championship (Campeonato de WWE, en español), también conocido como Undisputed WWE Championship (Campeonato Indiscutido de WWE), es un campeonato mundial de lucha libre profesional creado y utilizado por la compañía estadounidense WWE, en su marca SmackDown. El campeón actual es Cody Rhodes, quien se encuentra en su segundo reinado.
El campeonato se creó el 25 de abril de 1963 por la entonces llamada World Wide Wrestling Federation (WWWF), bajo el nombre de WWWF World Heavyweight Championship (Campeonato Mundial Peso Pesado de WWWF, en español), todo esto después de que la compañía finalizara su relación contractual con la National Wrestling Alliance (NWA). Es el campeonato en actividad de mayor antigüedad dentro de la compañía y se presenta como el de mayor prestigio. Los combates por el campeonato suelen ser el main event de los eventos pago por visión de la empresa — incluido WrestleMania, el evento más importante de WWE. En la lucha libre profesional en general, es considerado uno de los campeonatos más prestigiosos de todos los tiempos.
Entre los años 2002 y 2013, este título fue uno de los tres títulos mundiales en WWE, junto con el World Heavyweight Championship (2002-2013) y el ECW Championship (2006-2010). Después del retiro del último, y la unificación con el World Heavyweight Championship, este título volvió a ser el de mayor importancia en la empresa hasta julio de 2016, cuando WWE (como consecuencia del Draft) asignó a este campeonato como máximo de la marca SmackDown mientras que para Raw se creó un nuevo campeonato mundial, el WWE Universal Championship, el cual desde 2023 hasta 2025, fue uno de los tres títulos mundiales en WWE, junto con el World Heavyweight Championship de Raw y el WWE Universal Championship conformando el Undisputed WWE Universal Championship en SmackDown. En abril de 2025 se anunció la desactivación del WWE Universal Championship, quedando con el World Heavyweight Championship en Raw y el WWE Championship en SmackDown.

## Historia

### Orígenes y primeras décadas (1961-1984)

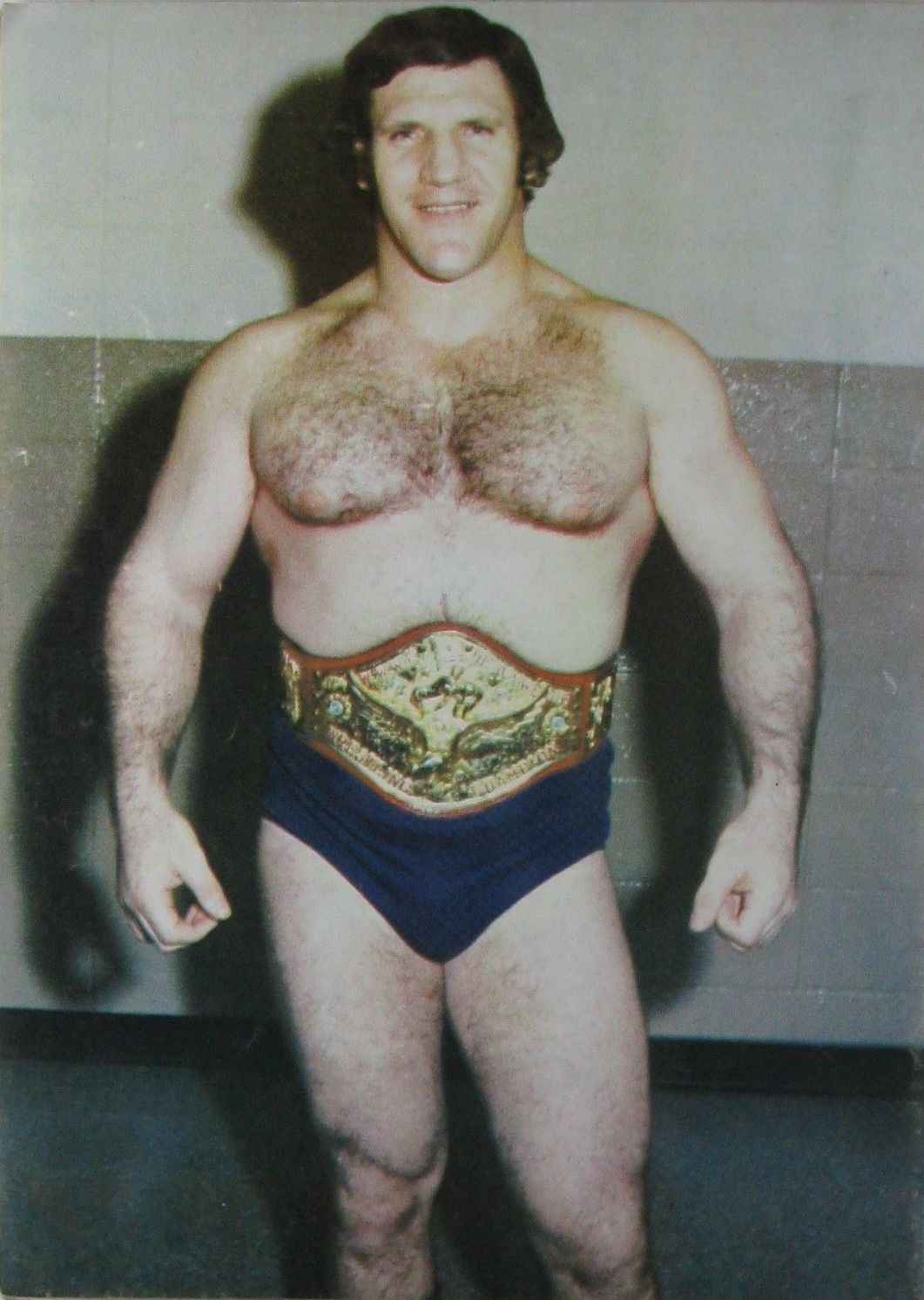
Bruno Sammartino, dos veces campeón y pieza clave de las primeras décadas de historia del campeonato.

En la década del 50, la Capitol Wrestling Corporation (CWC) — actual WWE — era subsidiaria de la National Wrestling Alliance (NWA), empresa que poseía su propio campeonato mundial, el NWA World Heavyweight Championship (Campeonato Mundial Peso Pesado de NWA, en español), el cual era defendido casi exclusivamente en combates 2-out-of-3 Falls (dos de tres caídas). Buddy Rogers, quien era el campeón mundial de la compañía a principios de 1963, fue derrotado por Lou Thesz en una sola caída, lo que causó que varias promociones del norte de Estados Unidos no reconocieran a Thesz como campeón, culminando en la terminación del acuerdo entre CWC y NWA, créandose World Wide Wrestling Federation (WWWF). La ahora independiente WWWF creó el campeonato bajo el nombre de WWWF World Heavyweight Championship (Campeonato Mundial Peso Pesado de WWWF), siendo un derivado del campeonato de NWA, y le otorgó el campeonato a Rogers.
De acuerdo a los registros de WWE, el primer campeón fue Buddy Rogers, quien ganó un torneo ficticio en Río de Janeiro tras derrotar supuestamente a Antonino Rocca en la final. Las primeras dos décadas del campeonato estuvieron marcadas por reinados de larga duración, como los de Bruno Sammartino (cerca de 8 años el primero, y 3 años y medio el segundo), y Bob Backlund (casi 6 años). Durante este periodo además, el campeonato era defendido casi exclusivamente en house shows, la mayoría en el Madison Square Garden, ya que la entonces WWWF no contaba con eventos televisados.
Luego de volver a afiliarse con NWA, WWWF cambió su nombre a World Wrestling Federation (WWF) en 1979, para luego volver a separarse de NWA en 1983, cambiando también el nombre del campeonato a WWF World Heavyweight Championship (Campeonato Mundial Peso Pesado de WWF).

### «Hulkamania» y elboomde la lucha libre profesional (1984-1997)
Durante los años 80, la lucha libre profesional tuvo un auge en popularidad en relación con las décadas anteriores, principalmente por la calidad de los personajes de sus luchadores y las storylines que se llevaron a cabo. Parte importante de este auge fue gracias a Hulk Hogan, quien con su personaje de patriota estadounidense alcanzó altísimos niveles de popularidad, acrecentados por la obtención del Campeonato de WWF en 1984, tras derrotar a The Iron Sheik (quien era un patriota iraní). Desde entonces, y con el debut de los eventos pago por visión como WrestleMania, la empresa comenzó a tener mayor vitrina a tanto a nivel nacional como internacional, transformando al campeón de este título en el jugador franquicia. El primer reinado de Hogan alcanzó los 1027 días, participando en las tres primeras ediciones de aquel evento como campeón (retuvo el campeonato en WrestleMania 2 y WrestleMania 3). Hogan ganó el campeonato en 5 ocasiones antes de abandonar la empresa en 1993, teniendo varias rivalidades en torno al cinturón con luchadores como André the Giant, The Ultimate Warrior y Randy Savage, quienes también fueron campeones en algún minuto.
Tras la salida de Hogan de la empresa, la órbita del título se vio nutrida por luchadores como Bret Hart, Psycho Sid, The Undertaker y Shawn Michaels, quienes aportaron con el cambio generacional entre 1993 y 1997. Fue precisamente Michaels quien protagonizó un incidente que marcó a la historia del campeonato y de la empresa, la llamada «Traición de Montreal», donde Bret Hart fue despojado del campeonato tras perder un combate por rendición, a pesar de nunca haberse rendido. Esta situación provocó la enemistad de Bret con la empresa por más de 10 años y el establecimiento de Michaels como el heel más grande de la compañía hasta su retiro temporal en 1998.
En la década del 90, el campeonato pasó a ser llamado simplemente WWF Championship (Campeonato de WWF).

### Attitude Era (1997-2002) y WWF/WWE Undisputed Championship (2002-2005)
Durante años, WWF tuvo como máximo título para los luchadores de la competencia del Campeonato Mundial. Esta situación se mantuvo hasta el año 2001, cuando Vince McMahon compró a World Championship Wrestling, durante años su máximo rival en el negocio del entretenimiento deportivo. En dicha oportunidad, introdujo el Campeonato Mundial (ex-Campeonato Mundial Peso Pesado de WCW), estando ambos títulos a la misma altura. A finales del 2001, después de finalizar la storyline de WWF vs The Alliance ambos campeonatos mundiales se unificaron bajo el denominado Undisputed WWF Championship (Campeonato Indiscutido de WWF). En el evento Vengeance teniendo a Chris Jericho como el primer campeón indiscutido de WWF. En WrestleMania X8 Triple H ganó el campeonato indiscutido y tiempo después, Ric Flair le otorgó a Triple H un cinturón basado en ambos campeonatos retirando los originales. Sin embargo, la unificación de las empresas provocó una sobrepoblación de luchadores; ello obligó a una separación de superestrellas en 2002, generando dos compañías rivales en la práctica pero con un mismo dueño. En mayo de 2002 World Wrestling Federation (WWF) cambió su nombre a World Wrestling Entertainment y con dicho cambio el Undisputed WWF Championship cambio de nombre a WWE Undisputed Championship y a la vez Hulk Hogan, el campeón indiscutido en ese momento pasó de ser el último Campeón de WWF a ser el primer Campeón de WWE.
A principios de septiembre de 2002, el Campeonato Indiscutido de WWE pasó a ser de nuevo el WWE Championship (Campeonato de WWE) por qué Brock Lesnar, el campeón indiscutido de ese momento además de ser el último campeón indiscutido de WWE, firmó un contrato para ir a la marca SmackDown dejando a Raw sin ningún campeonato mundial que defender. Sin embargo. Eric Bischoff, el gerente de Raw en ese momento creó el World Heavyweight Championship (Campeonato Mundial Peso Pesado) en la marca Raw y el Campeonato de WWE, pasó a ser el título de SmackDown.

### Ruthless Aggression y extensión de marcas (2005-2013)
John Cena diseñó un cinturón del Campeonato de los Estados Unidos con una pieza giratoria con aspecto de mesa de DJ (acorde a su gimmick de rapero), pero dicho cinturón fue destruido y retirado, por el entonces Campeón de WWE John "Bradshaw" Layfield. Después Cena consiguió su primer campeonato mundial en WrestleMania 21, precisamente ante JBL, y diseñó el cinturón con una pieza giratoria con el logotipo de la empresa. Esto debido a que JBL se quedó finalmente con el título clásico de la empresa, aunque días después en un evento de pago por visión, Cena recuperó el título clásico y conservó el que diseñó, luego de derrotar nuevamente a JBL en un I Quit Match.
En 2005, hubo nuevamente un intercambio de campeones durante la última gran lotería, en que se intercambian luchadores de ambas marcas (Raw y SmackDown). Así, el Campeonato de WWE - en poder de John Cena - pasó finalmente a Raw y el Campeonato Mundial Peso Pesado - en manos de Batista - fue a parar a las filas de SmackDown.
En 2006 el ganador del Money in the Bank, Rob Van Dam, desafió al en ese entonces campeón John Cena, en una lucha titular usando su contrato Money in the Bank en ECW One Night Stand de la reciente renacida ECW, el vencedor fue Van Dam con ayuda de Edge, por lo que el Campeonato de WWE, fue a parar por primera y única vez a ECW. Más tarde, Paul Heyman le entregó el nuevo Campeonato Mundial de la ECW a Van Dam, siendo el único en poseer 2 títulos mundiales al mismo tiempo de WWE en ese entonces, sin embargo su reinado no duró mucho, Van Dam defendió el título en una ante Edge y Cena en Raw, resultando vencedor Edge, y como consecuencia el título volvió a ser exclusivo de la marca Raw.
Sin embargo, en 2008, el Draft envió al entonces campeón Triple H a SmackDown, haciendo que esta marca posea dos campeonatos mundiales a la vez, hasta que en la edición de Raw del 30 de junio, CM Punk canjeó el maletín de Money in the Bank y ganó el combate frente a Edge llevándose el Campeonato Mundial de Peso Pesado a Raw. Al año siguiente, en el WWE Draft de 2009, el Campeonato de WWE fue enviado de regreso a Raw junto con Triple H (que era el campeón en ese momento).
En 2010, en el evento Elimination Chamber, John Cena salió vencedor de la Elimination Chamber de la marca Raw por el Campeonato de WWE, en ese mismo instante fue obligado por Vince McMahon a defender el título frente a Batista, resultando este último ganador y cambiando Batista nuevamente a la marca Raw.
En 2011, se divulgó por internet una foto de lo que sería el nuevo diseño del campeonato, creando rumores de que sería el nuevo, y que saldría a la luz en 2012, sin embargo, ese diseño nunca apareció. El 18 de febrero de 2013 en Raw, The Rock presentó públicamente el nuevo diseño del campeonato, luego de su defensa exitosa del campeonato ante CM Punk en el PPV Elimination Chamber. Este nuevo diseño del campeonato se caracteriza por no tener la placa del nombre del campeón de turno, sino que se utilizan los símbolos del campeón en las placas laterales del cinturón.

### Unificación de marcas (2011-2016) y unificación de los campeonatos (2013-2014)
En diciembre de 2013, la empresa decidió unificar ambos títulos mundiales, el de WWE y el Mundial Peso Pesado, en manos de Randy Orton y John Cena respectivamente. En el PPV TLC: Tables, Ladders & Chairs 2013, Orton derrotó a Cena, obteniendo ambos campeonatos y pasando a llamarse este el WWE World Heavyweight Championship (Campeonato Mundial Peso Pesado de WWE).

### Nuevo diseño del campeonato (2014-2022) y separación de marcas (2016-2022)
En el episodio del 25 de agosto de 2014 de Raw, el campeón Brock Lesnar, quien había ganado el título la noche anterior en SummerSlam fue presentado con un solo cinturón del Campeonato Mundial Peso Pesado de WWE, el cual tenía un diseño ligeramente actualizado como resultado de la adaptación de un nuevo logo corporativo utilizado originalmente para WWE Network. Este cuenta con una placa en el centro dominada por un recorte del logo de WWE dentro de un heptágono irregular con las palabras «World Heavyweight Champion» (Campeón Mundial Peso Pesado) a lo largo de los bordes inferiores. Las placas laterales grandes, como en el diseño anterior, cuentan con secciones redondas desmontables, permitiendo los símbolos personales del campeón ser añadidos al cinturón; las secciones por defecto cuentan con mapas del mundo en color oro y rojo con el logo de WWE sobre ellos. Al igual que el Campeonato indiscutido, el Big Gold Belt fue retirado con la inauguración de la nueva correa.
El 19 de julio en SmackDown durante el Draft, el campeón Dean Ambrose, quien había ganado el título en Money in the Bank fue enviado a SmackDown mientras que Seth Rollins y Roman Reigns, quienes fueron excampeones en Money in the Bank fueron enviados a Raw; por lo que en Battleground, el ganador de la lucha entre Ambrose, Rollins y Reigns, otorgaría la custodia del título para una de las dos marcas: Raw o SmackDown. En dicho evento, Ambrose derrotó a Rollins y a Reigns, haciendo que el campeonato fuese exclusivo de SmackDown durante más de 3 años. 
El 4 de octubre de 2019 en SmackDown, el entonces campeón Kofi Kingston defendió su título ante Brock Lesnar, quien en una lucha cortísima, resultó ganador y nuevo campeón. Posteriormente, en el evento Crown Jewel de 2019, Bray Wyatt (con su gimmick de "The Fiend", miembro del roster activo de Smackdown) consiguió ganar el Campeonato Universal frente a Seth Rollins. A raíz de la victoria de Wyatt, Raw se quedó sin título mundial hasta el 1 de noviembre, cuando Lesnar y su representante Paul Heyman, renunciaron a SmackDown y se trasladaron a la marca roja para continuar su feudo con Rey Mysterio.

### Undisputed WWE Universal Championship (2022-2024) / Undisputed WWE Championship (2024[n 1]-presente)
En WrestleMania 38, el Campeón Universal de SmackDown Roman Reigns, derrotó al Campeón de WWE de Raw Brock Lesnar para ganar el título de este último y ser reconocido como el Campeón Universal Indiscutido de WWE, un reconocimiento que mantiene desde junio de 2023. Como campeón indiscutido, a Reigns se le permitió aparecer en ambas marcas, pero como resultado del Draft 2023, fue reclutado a SmackDown, por lo que ambos campeonatos bajo el estandarte del Campeonato Universal Indiscutido de WWE se convirtió en exclusivo de esa marca.
El 24 de abril de 2023, se creó un nuevo Campeonato Mundial de Peso Pesado y posteriormente se designó como exclusivo de Raw. En el episodio del 2 de junio de Smackdown, el director de contenido de WWE, Triple H, le entregó a Reigns un nuevo cinturón para representar el campeonato, que muestra muchas de las mismas características presentes tanto en el Campeonato de WWE como en el Campeonato Universal, pero con una placa central de color dorado sobre una correa de color negro, el logo de WWE cubierto de joyería de color negro, además del texto del borde inferior de la placa central que cambia a "Undisputed Champion" en lugar de "World Heavyweight Champion" que estaba presente en la versión del Campeonato de WWE vigente desde 2014.  Después de WrestleMania XL, el título es renombrado a Campeonato Indiscutido de WWE quitando el término "Universal" del campeonato aunque el linaje del Campeonato Universal siguió vigente hasta el 21 de abril de 2025, cuando el Campeonato Universal fue desactivado de la WWE, dejando a Roman Reigns como su último portador de ese título, a pesar de ganar el campeonato indiscutido Cody Rhodes y John Cena.

## Historial de designación de marca
Con la primera división de la marca, se estableció un draft anual en 2002. Cada año (excepto 2003), los gerentes generales participaron en una lotería de draft en la que miembros selectos de la lista de WWE fueron asignados a una marca. La ECW revivida se convirtió en una tercera marca de 2006 a 2010. El 29 de agosto de 2011, WWE terminó la extensión de la marca y los luchadores (incluidos todos los campeones), eran libres de aparecer en cualquier programa.
El 19 de julio de 2016, SmackDown se trasladó a los martes y se convirtió en un show en vivo con su propio conjunto de luchadores y escritores, separado de Raw, reintroduciendo así la división de la marca. El draft tuvo lugar en el estreno en vivo de SmackDown. En el episodio del 18 de julio de Raw, el comisionado de SmackDown Shane McMahon nombró a Daniel Bryan gerente general de SmackDown y la comisionada de Raw Stephanie McMahon nombró a Mick Foley gerente general de Raw.
A continuación se muestra una lista de fechas que indican las transiciones del WWE Championship entre las marcas Raw, SmackDown y ECW.
| Fecha de transición    | Marca                    | Notas |
| ---------------------- | ------------------------ | --- |
| 26 de agosto de 2002   | SmackDown                | El Campeón Indiscutido de WWE, Brock Lesnar, firmó con SmackDown, haciendo que el título sea exclusivo de la marca. El título fue renombrado a WWE Championship después de que el World Heavyweight Championship se estableciera para Raw. |
| 6 de junio de 2005     | Raw                      | El Campeón de WWE John Cena fue reclutado por Raw durante el draft de WWE en 2005. |
| 11 de junio de 2006    | ECW                      | Después de que WWE reviviera la antigua promoción de lucha libre profesional Extreme Championship Wrestling como una tercera marca llamada ECW, Rob Van Dam fue elegido por el representante de ECW Paul Heyman para pasar a la nueva marca. En ECW One Night Stand, Van Dam cobró su contrato de Money in the Bank y derrotó a John Cena para ganar el Campeonato de WWE, transfiriendo así el título a ECW. El Campeonato Mundial Peso Pesado de ECW fue reactivado y otorgado a Van Dam, quien tenía ambos títulos. |
| 3 de julio de 2006     | Raw                      | El Campeonato de WWE regresó a Raw después de que Edge derrotara a Rob Van Dam y John Cena. |
| 23 de junio de 2008    | SmackDown                | El Campeón de WWE Triple H fue reclutado por SmackDown durante el draft de WWE en 2008. |
| 13 de abril de 2009    | Raw                      | El Campeón de WWE Triple H fue reclutado de nuevo a Raw durante el draft de WWE en 2009. Tanto la marca ECW como el renombrado ECW Championship fueron desactivados en 2010. |
| 29 de agosto de 2011   | WWE (Sin marca definida) | Tras el fin de la primera división de marcas, el Campeón de WWE podría aparecer tanto en Raw como en SmackDown. El WWE Championship y el World Heavyweight Championship se unificaron en diciembre de 2013, dando como resultado el fin del Campeonato Mundial Peso Pesado. |
| 19 de julio de 2016    | SmackDown                | En la reintroducción de la división de marcas, el Campeón de WWE Dean Ambrose fue reclutado para SmackDown durante el draft de WWE en 2016. Como resultado, WWE creó el WWE Universal Championship para Raw. |
| 1 de noviembre de 2019 | Raw                      | El Campeón de WWE Brock Lesnar dejó SmackDown y fue transferido a Raw. |
| 28 de abril de 2023    | SmackDown                | El 3 de abril de 2022 en WrestleMania 38, el Campeón de WWE Brock Lesnar fue derrotado por el Campeón Universal de WWE Roman Reigns en un combate Winner Takes All match denominando al WWE Championship como al WWE Universal Championship en el Undisputed WWE Universal Championship. El Campeón Universal Indiscutido de WWE Roman Reigns fue traspasado a SmackDown durante el draft de WWE en 2023. Como resultado, WWE creó el nuevo World Heavyweight Championship para Raw. El 2 de junio de 2023, en SmackDown durante la celebración de Roman Reigns por los más de 1000 días como Campeón Universal de WWE, WWE presentó un nuevo cinturón para representar el campeonato, que muestra muchas de las mismas características que otros cinturones de campeonato de WWE, pero con una placa central de color dorado y las dos W en el logo de WWE formado por diamantes negros. |

## Nombres
| Nombre                                | Años                                             |
| ------------------------------------- | ------------------------------------------------ |
| WWWF World Heavyweight Championship   | 25 de abril de 1963 – 8 de febrero de 1971       |
| WWWF Heavyweight Championship         | 8 de febrero de 1971 – 1 de marzo de 1979        |
| WWF Heavyweight Championship          | 1 de marzo de 1979 – 26 de diciembre de 1983     |
| WWF World Heavyweight Championship    | 26 de diciembre de 1983 – 27 de mayo de 1989     |
| WWF Championship                      | 27 de mayo de 1989 – 9 de diciembre de 2001      |
| Undisputed WWF Championship           | 9 de diciembre de 2001 – 6 de mayo de 2002       |
| Undisputed WWE Championship           | 6 de mayo de 2002 – 19 de mayo de 2002           |
| Undisputed WWE Championship           | 14 de agosto de 2011                             |
| Undisputed WWE Championship           | 7 de abril 2024- presente                        |
| WWE Undisputed Championship           | 19 de mayo de 2002 – 2 de septiembre de 2002     |
| WWE Championship                      | 2 de septiembre de 2002 –15 de diciembre de 2013 |
| WWE Championship                      | 27 de junio de 2016 – 24 de julio de 2016        |
| WWE Championship                      | 10 de diciembre 2016 – presente                  |
| WWE World Heavyweight Championship    | 15 de diciembre de 2013 – 27 de junio de 2016    |
| WWE World Championship                | 25 de julio de 2016 – 9 de diciembre de 2016     |
| Undisputed WWE Universal Championship | 3 de abril de 2022 – 7 de abril de 2024          |

## Campeones

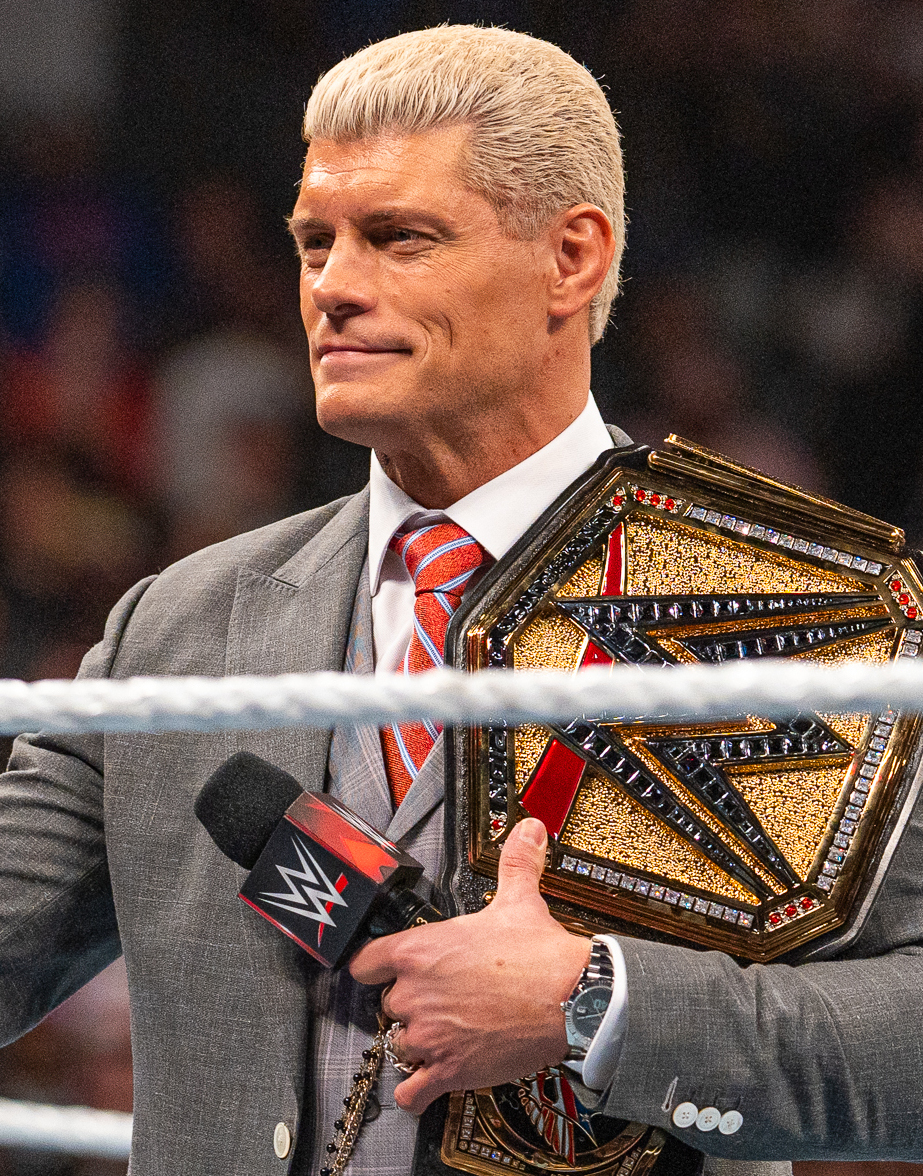
El campeón actual, Cody Rhodes.

El Campeonato de WWE fue el primer campeonato mundial creado por la entonces World Wide Wrestling Federation (WWWF) en 1963. El campeón inaugural fue Buddy Rogers, quien ganó un torneo ficticio en Río de Janeiro, y desde entonces ha habido 55 distintos campeones oficiales, repartidos en 149 reinados en total. Además, existen cinco reinados no reconocidos por WWE: Antonio Inoki en 1979, Bob Backlund en 1979 y 1981, Ted DiBiase en 1988, y Chris Jericho en 2000, de los cuales Inoki y DiBiase nunca volvieron a ganar el campeonato. Además, el campeonato ha sido declarado vacante en trece ocasiones a lo largo de su historia.
En cuanto a nacidos fuera de los Estados Unidos, un total de trece luchadores han ganado este campeonato: los canadienses Stan Stasiak, Ivan Koloff, Bret Hart, Edge y Jinder Mahal; el italiano Bruno Sammartino, el puertorriqueño Pedro Morales, el francés André the Giant, el iraní The Iron Sheik, el irlandés Sheamus, el mexicano Alberto Del Río, el ghanés Kofi Kingston y el británico Drew McIntyre.
El reinado más largo en la historia del título le pertenece a Bruno Sammartino, quien mantuvo el campeonato por 2803 días entre 1963 y 1971, y realizó más de 671 defensas exitosas antes de ser derrotado por Ivan Koloff, un récord absoluto en la historia de cualquier campeonato mundial. Por otro lado, nueve luchadores han tenido reinados de menos de un día: André the Giant en 1988, Yokozuna en 1993, Randy Orton en 2007, Triple H en 2007, John Cena en 2010, Rey Mysterio en 2011, Daniel Bryan en 2013, Roman Reigns en 2015, y Seth Rollins en 2016, siendo el de André reconocido como el más corto de la historia, con tan solo 1 minuto y 48 segundos de duración.
En cuanto a los días en total como campeón (un acumulado entre la suma de todos los días de los reinados individuales de cada luchador), Bruno Sammartino también posee el primer lugar, con 4040 días como campeón en dos reinados. Le siguen Hulk Hogan (2185 días en 6 reinados), Bob Backlund (2138 días en 2 reinados), John Cena (1359 días en 14 reinados) y Pedro Morales (1027 días en un reinado). Además, diez luchadores fueron campeones durante más de un año de manera ininterrumpida: Bruno Sammartino (en dos ocasiones, 2803 y 1237 días), Bob Backlund (2135 días), Hulk Hogan (1474 días), Pedro Morales (1027 días), Roman Reigns (735 días), CM Punk (434 días), John Cena (380 días), Cody Rhodes (378 días), AJ Styles (371 días) y Randy Savage (371 días).
El campeón más joven en la historia es Brock Lesnar, quien a los 25 años y 44 días derrotó a The Rock en SummerSlam 2002. En contraparte, el campeón más viejo es Mr. McMahon, quien a los 54 años y 21 días derrotó a Triple H en la edición del 14 de septiembre de 1999 en SmackDown, gracias a la ayuda de Steve Austin. En cuanto al peso de los campeones, Yokozuna es el más pesado con 266 kilogramos, mientras que Rey Mysterio es el más liviano con 75 kilogramos. 
Por último, John Cena es el luchador con más reinados, ya que posee con 14, seguido por Randy Orton (10), Triple H (9), The Rock (8), Brock Lesnar (7), Hulk Hogan y Steve Austin (con 6 cada uno).

### Campeón actual
El campeón actual es Cody Rhodes, quien se encuentra en su segundo reinado. Rhodes ganó el título tras derrotar al excampeón John Cena el 3 de agosto de 2025 en SummerSlam.
Rhodes no registra hasta el 16 de agosto de 2025 defensas televisadas:

### Lista de campeones
† indica cambios no reconocidos por WWE
| N.º                                                                 | Campeón                | Lucha                    | Lucha                         | Lucha                            | Estadísticas | Estadísticas | Estadísticas      | Notas y referencias |
| N.º                                                                 | Campeón                | Fecha                    | Evento                        | Ubicación                        | Reinado      | Días         | Días rec. por WWE | Notas y referencias |
| ------------------------------------------------------------------- | ---------------------- | ------------------------ | ----------------------------- | -------------------------------- | ------------ | ------------ | ----------------- | --- |
| World Wide Wrestling Federation (WWWF)                              |                        |                          |                               |                                  |              |              |                   | |
| 1                                                                   | Buddy Rogers           | 25 de abril de 1963      | House Show                    | Washington D. C., Estados Unidos | 1            | 36           | 21                | Buddy Rogers era el vigente Campeón de la National Wrestling Alliance cuando Lou Thesz lo derrotó por el cinturón, pero el territorio de la Capitol Wrestling (actual WWE) no reconoció esta derrota, mientras NWA reconocía a Thesz como su nuevo campeón, partiendo el título en 2 y dejando de ser un territorio de NWA en el acto y renombrandose como WWWF y Rogers como su primer campeón. Según WWE Rogers derrotó a Antonino Rocca en la final de un torneo ficticio en Río de Janeiro.                            |
| 2                                                                   | Bruno Sammartino       | 17 de mayo de 1963       | House Show                    | Nueva York, Nueva York           | 1            | 2803         | 2803              | Este es el reinado más largo de la historia. Se efectúa el primer cambio de diseño del campeonato. |
| 3                                                                   | Ivan Koloff            | 18 de enero de 1971      | House Show                    | Nueva York, Nueva York           | 1            | 21           | 21                | [ 37 ] |
| 4                                                                   | Pedro Morales          | 8 de febrero de 1971     | House Show                    | Nueva York, Nueva York           | 1            | 1027         | 1027              | Este día, WWWF se unió a la National Wrestling Alliance (NWA), renombrándose el título NWA WWWF Heavyweight Championship y modificando su diseño. |
| National Wrestling Alliance: World Wide Wrestling Federation (WWWF) |                        |                          |                               |                                  |              |              |                   | |
| 5                                                                   | Stan Stasiak           | 1 de diciembre de 1973   | House Show                    | Filadelfia, Pensilvania          | 1            | 9            | 9                 | [ 39 ] |
| 6                                                                   | Bruno Sammartino       | 10 de diciembre de 1973  | House Show                    | Nueva York, Nueva York           | 2            | 1237         | 1237              | [ 9 ] |
| 7                                                                   | Superstar Billy Graham | 30 de abril de 1977      | House Show                    | Baltimore, Maryland              | 1            | 296          | 296               | [ 40 ] |
| 8                                                                   | Bob Backlund           | 20 de febrero de 1978    | House Show                    | Nueva York, Nueva York           | 1            | 648          | 2135              | En 1979, WWWF acortó su nombre a World Wrestling Federation (WWF), renobrándose el título a NWA WWF Heavyweight Championship. En 1983, WWF se separó de NWA, renombrándose WWF World Heavyweight Championship. WWF reconoce su reinado como uno continuo hasta su derrota frente a The Iron Sheik en 1983. |
| National Wrestling Alliance: World Wrestling Federation (WWF)       |                        |                          |                               |                                  |              |              |                   | |
| —                                                                   | Antonio Inoki          | 30 de noviembre de 1979  | Toukon Series                 | Tokushima, Japón                 | †            | 6            | —                 | Reinado no reconocido por WWE. |
| —                                                                   | Vacante                | 6 de diciembre de 1979   | House Show                    | Tokio, Japón                     | †            | —            | —                 | Bob Backlund derrotó a Inoki con ayuda de Tiger Jeet Singh, pero Hisashi Shinma revirtió la situación. Inoki, sin embargo, rechazó el campeonato y se declaró vacante. |
| —                                                                   | Bob Backlund           | 17 de diciembre de 1979  | House Show                    | Nueva York, Nueva York           | †            | 1470         | —                 | Derrotó a Bobby Duncum en un Texas Deathmatch para ganar el título vacante. El 19 de octubre de 1981, luego de un controversial combate contra Greg Valentine en el Madison Square Garden, el título quedó vacante (reconocido solo en Nueva York) por la Comisión Atlética de Nueva York. Backlund derrotó a Valentine en una revancha llevada a cabo en el MSG el 23 de noviembre de 1981, para ganar el título vacante. WWE reconoce todo este periodo como uno ininterrumpido. En 1982 el campeonato cambia de diseño. |
| 9                                                                   | The Iron Sheik         | 26 de diciembre de 1983  | House Show                    | Nueva York, Nueva York           | 1            | 28           | 28                | [ 43 ] |
| World Wrestling Federation (WWF)                                    |                        |                          |                               |                                  |              |              |                   | |
| 10                                                                  | Hulk Hogan             | 23 de enero de 1984      | House Show                    | Nueva York, Nueva York           | 1            | 1474         | 1474              | [ 13 ] |
| 11                                                                  | André the Giant        | 5 de febrero de 1988     | The Main Event I              | Indianápolis, Indiana            | 1            | 0            | 0                 | André derrotó a Hulk Hogan cuando el árbitro Earl Hebner, quien había sido sobornado por Ted DiBiase, hizo el conteo de tres a pesar de que el hombro de Hogan estaba en el aire tras el segundo conteo. |
| —                                                                   | Ted DiBiase            | 5 de febrero de 1988     | The Main Event I              | Indianápolis, Indiana            | †            | 8            | —                 | Compró el campeonato a André the Giant. Dibiase fue presentado como el campeón reinante y llegó a defender el título en un House Show el 8 de febrero de 1988. Reinado no reconocido por WWE. |
| —                                                                   | Vacante                | 13 de febrero de 1988    | Superstars of Wrestling       | Hershey, Pensilvania             | —            | —            | —                 | Se declaró vacante cuando Jack Tunney anunció que el campeonato no podía ser vendido. |
| 12                                                                  | Randy Savage           | 27 de marzo de 1988      | WrestleMania IV               | Atlantic City, Nueva Jersey      | 1            | 371          | 371               | Derrotó a Ted DiBiase en la final de un torneo. |
| 13                                                                  | Hulk Hogan             | 2 de abril de 1989       | WrestleMania V                | Atlantic City, Nueva Jersey      | 2            | 364          | 364               | En 1990 el título se renombró como WWF Championship. |
| 14                                                                  | The Ultimate Warrior   | 1 de abril de 1990       | WrestleMania VI               | Toronto, Ontario                 | 1            | 293          | 293               | El Campeonato Intercontinental de Warrior también estuvo en juego. |
| 15                                                                  | Sgt. Slaughter         | 19 de enero de 1991      | Royal Rumble                  | Miami, Florida                   | 1            | 64           | 64                | [ 48 ] |
| 16                                                                  | Hulk Hogan             | 24 de marzo de 1991      | WrestleMania VII              | Los Ángeles, California          | 3            | 248          | 248               | [ 49 ] |
| 17                                                                  | The Undertaker         | 27 de noviembre de 1991  | Suvivor Series                | Detroit, Míchigan                | 1            | 6            | 6                 | [ 50 ] |
| 18                                                                  | Hulk Hogan             | 3 de diciembre de 1991   | This Tuesday in Texas         | San Antonio, Texas               | 4            | 1            | 1                 | [ 51 ] |
| —                                                                   | Vacante                | 4 de diciembre de 1991   | Superstars of Wrestling       | New Haven, Connecticut           | —            | —            | —                 | Jack Tunney dejó vacante el título debido al controversial final del combate de Hogan Y Undertaker. |
| 19                                                                  | Ric Flair              | 19 de enero de 1992      | Royal Rumble                  | Albany, Nueva York               | 1            | 77           | 77                | Ganó el título en el Royal Rumble match. |
| 20                                                                  | Randy Savage           | 5 de abril de 1992       | WrestleMania VIII             | Indianápolis, Indiana            | 2            | 149          | 149               | [ 53 ] |
| 21                                                                  | Ric Flair              | 1 de septiembre de 1992  | Prime Time Wrestling          | Hershey, Pensilvania             | 2            | 41           | 41                | [ 54 ] |
| 22                                                                  | Bret Hart              | 12 de octubre de 1992    | House Show                    | Saskatoon, Saskatchewan          | 1            | 174          | 174               | [ 55 ] |
| 23                                                                  | Yokozuna               | 4 de abril de 1993       | WrestleMania IX               | Las Vegas, Nevada                | 1            | 0            | 0                 | [ 56 ] |
| 24                                                                  | Hulk Hogan             | 4 de abril de 1993       | WrestleMania IX               | Las Vegas, Nevada                | 5            | 70           | 70                | [ 57 ] |
| 25                                                                  | Yokozuna               | 13 de junio de 1993      | King of the Ring              | Dayton, Ohio                     | 2            | 280          | 280               | [ 58 ] |
| 26                                                                  | Bret Hart              | 20 de marzo de 1994      | WrestleMania X                | Nueva York, Nueva York           | 2            | 248          | 248               | Roddy Piper fue el árbitro especial. |
| 27                                                                  | Bob Backlund           | 23 de noviembre de 1994  | Survivor Series               | San Antonio, Texas               | 2            | 3            | 3                 | Fue un «Throw in the Towel» Submission match. |
| 28                                                                  | Diesel                 | 26 de noviembre de 1994  | House Show                    | Nueva York, Nueva York           | 1            | 358          | 358               | [ 61 ] |
| 29                                                                  | Bret Hart              | 19 de noviembre de 1995  | Survivor Series               | Landover, Maryland               | 3            | 133          | 133               | Fue un No Disqualification match. |
| 30                                                                  | Shawn Michaels         | 31 de marzo de 1996      | WrestleMania XII              | Anaheim, California              | 1            | 231          | 231               | Fue un Iron Man match de 60 minutos, que se definió en muerte súbita. |
| 31                                                                  | Sycho Sid              | 17 de noviembre de 1996  | Survivor Series               | Nueva York, Nueva York           | 1            | 63           | 63                | [ 64 ] |
| 32                                                                  | Shawn Michaels         | 19 de enero de 1997      | Royal Rumble                  | San Antonio, Texas               | 2            | 25           | 25                | [ 65 ] |
| —                                                                   | Vacante                | 13 de febrero de 1997    | Raw                           | Lowell, Massachusetts            | —            | —            | —                 | Debido a múltiples lesiones de Michaels. |
| 33                                                                  | Bret Hart              | 16 de febrero de 1997    | In Your House 13: Final Hour  | Chattanooga, Tennessee           | 4            | 1            | 1                 | Originalmente era una Battle Royal para reconocer al retador número uno por el título de WWF en WrestleMania pero debido a la vacancia del título se convirtió en una Battle Royal por el título. Derrotó a The Undertaker, Steve Austin y Vader en una Battle Royal match. |
| 34                                                                  | Sycho Sid              | 17 de febrero de 1997    | Raw                           | Nashville, Tennessee             | 2            | 34           | 34                | [ 67 ] |
| 35                                                                  | The Undertaker         | 23 de marzo de 1997      | WrestleMania 13               | Rosemont, Illinois               | 2            | 133          | 133               | Fue un No Disqualification match. |
| 36                                                                  | Bret Hart              | 3 de agosto de 1997      | SummerSlam                    | East Rutherford, Nueva Jersey    | 5            | 98           | 98                | Shawn Michaels fue el árbitro especial. |
| 37                                                                  | Shawn Michaels         | 9 de noviembre de 1997   | Survivor Series               | Montreal, Quebec                 | 3            | 140          | 140               | Obtuvo la victoria en la denominada «Traición de Montreal». |
| 38                                                                  | Steve Austin           | 29 de marzo de 1998      | WrestleMania XIV              | Boston, Massachusetts            | 1            | 91           | 91                | Mike Tyson, quien fue el vigilante externo especial del combate, realizó el conteo de tres. En este reinado el campeonato sufre un nuevo cambio de diseño. |
| 39                                                                  | Kane                   | 28 de junio de 1998      | King of the Ring              | Pittsburgh, Pensilvania          | 1            | 1            | 1                 | Fue un First Blood match. |
| 40                                                                  | Steve Austin           | 29 de junio de 1998      | Raw                           | Cleveland, Ohio                  | 2            | 90           | 90                | Durante este reinado, Steve Austin utilizó un diseño personalizado del campeonato. |
| —                                                                   | Vacante                | 27 de septiembre de 1998 | In Your House 24: Breakdown   | Hamilton, Ontario                | —            | —            | —                 | Cuando The Undertaker y Kane cubrieron a la vez a Austin. |
| 41                                                                  | The Rock               | 15 de noviembre de 1998  | Survivor Series               | San Luis, Misuri                 | 1            | 44           | 50                | Derrotó a Mankind en la final de un torneo. |
| 42                                                                  | Mankind                | 4 de enero de 1999       | Raw                           | Worcester, Massachusetts         | 1            | 26           | 20                | [ 75 ] |
| 43                                                                  | The Rock               | 24 de enero de 1999      | Royal Rumble                  | Anaheim, California              | 2            | 2            | 7                 | Fue un «I Quit» match. |
| 44                                                                  | Mankind                | 31 de enero de 1999      | Halftime HEAT                 | Tucson, Arizona                  | 2            | 20           | 15                | Fue un Empty Arena match. |
| 45                                                                  | The Rock               | 15 de febrero de 1999    | Raw                           | Birmingham, Alabama              | 3            | 41           | 41                | Fue un Ladder match. |
| 46                                                                  | Steve Austin           | 28 de marzo de 1999      | WrestleMania XV               | Filadelfia, Pensilvania          | 3            | 56           | 56                | Fue un No Disqualification match con Mankind como árbitro especial. |
| 47                                                                  | The Undertaker         | 23 de mayo de 1999       | Over the Edge                 | Kansas City, Misuri              | 3            | 36           | 36                | [ 80 ] |
| 48                                                                  | Steve Austin           | 28 de junio de 1999      | Raw                           | Charlotte, Carolina del Norte    | 4            | 55           | 55                | [ 81 ] |
| 49                                                                  | Mankind                | 22 de agosto de 1999     | SummerSlam                    | Mineápolis, Minnesota            | 3            | 1            | 1                 | Derrotó a Steve Austin y Triple H. |
| 50                                                                  | Triple H               | 23 de agosto de 1999     | Raw                           | Ames, Iowa                       | 1            | 22           | 24                | [ 83 ] |
| 51                                                                  | Mr. McMahon            | 14 de septiembre de 1999 | SmackDown!                    | Las Vegas, Nevada                | 1            | 6            | 4                 | [ 84 ] |
| —                                                                   | Vacante                | 20 de septiembre de 1999 | Raw                           | Houston, Texas                   | —            | —            | —                 | McMahon dejó el título vacante por no ser luchador profesional. |
| 52                                                                  | Triple H               | 26 de septiembre de 1999 | Unforgiven                    | Charlotte, Carolina del Norte    | 2            | 49           | 49                | Derrotó a The Rock, Mankind, Kane, The Big Show y The British Bulldog. Steve Austin fue el árbitro especial. |
| 53                                                                  | The Big Show           | 14 de noviembre de 1999  | Survivor Series               | Detroit, Míchigan                | 1            | 50           | 50                | Derrotó a Triple H y The Rock. |
| 54                                                                  | Triple H               | 3 de enero de 2000       | Raw                           | Miami, Florida                   | 3            | 118          | 117               | Perdió el título frente a Chris Jericho en una edición de Raw, pero Vince McMahon le devolvió el campeonato ya que el árbitro Earl Hebner realizó un conteo de tres muy rápido. WWE no reconoce aquel cambio de campeonato. |
| —                                                                   | Chris Jericho          | 17 de abril de 2000      | Raw                           | State College, Pensilvania       | †            | —            | —                 | Reinado no reconocido por WWE. |
| 55                                                                  | The Rock               | 30 de abril de 2000      | Backlash                      | Washington D. C., Estados Unidos | 4            | 21           | 20                | Shane McMahon fue el árbitro especial. |
| 56                                                                  | Triple H               | 21 de mayo de 2000       | Judgment Day                  | Louisville, Kentucky             | 4            | 35           | 34                | Fue un Iron Man match de 60 minutos. Shawn Michaels fue el árbitro especial. |
| 57                                                                  | The Rock               | 25 de junio de 2000      | King of the Ring              | Boston, Massachusetts            | 5            | 119          | 118               | Derrotó junto con The Undertaker y Kane a Triple H, Vince McMahon y Shane McMahon. Rock cubrió a Vince y ganó el título de Triple H. |
| 58                                                                  | Kurt Angle             | 22 de octubre de 2000    | No Mercy                      | Albany, Nueva York               | 1            | 126          | 125               | Fue un No Disqualification match. |
| 59                                                                  | The Rock               | 25 de febrero de 2001    | No Way Out                    | Las Vegas, Nevada                | 6            | 35           | 34                | [ 93 ] |
| 60                                                                  | Steve Austin           | 1 de abril de 2001       | WrestleMania X-Seven          | Houston, Texas                   | 5            | 175          | 175               | Fue un No Disqualification match. |
| 61                                                                  | Kurt Angle             | 23 de septiembre de 2001 | Unforgiven                    | Pittsburgh, Pensilvania          | 2            | 15           | 14                | [ 95 ] |
| 62                                                                  | Steve Austin           | 8 de octubre de 2001     | Raw                           | Indianápolis, Indiana            | 6            | 62           | 61                | [ 96 ] |
| 63                                                                  | Chris Jericho          | 9 de diciembre de 2001   | Vengeance                     | San Diego, California            | 1            | 98           | 97                | Unificó el título con el WCW Championship, renombrándose como Undisputed WWF Championship. |
| 64                                                                  | Triple H               | 17 de marzo de 2002      | WrestleMania X8               | Toronto, Ontario                 | 5            | 35           | 34                | En este reinado se presenta un único diseño para representar el campeonato. |
| World Wrestling Entertainment (WWE)                                 |                        |                          |                               |                                  |              |              |                   | |
| 65                                                                  | Hollywood Hulk Hogan   | 21 de abril de 2002      | Backlash                      | Kansas City, Misuri              | 6            | 28           | 28                | El 6 de mayo WWF cambió de nombre a World Wrestling Entertainment (WWE), renombrándose el título como Undisputed WWE Championship. Antes conocido como Hulk Hogan. |
| 66                                                                  | The Undertaker         | 19 de mayo de 2002       | Judgment Day                  | Nashville, Tennessee             | 4            | 63           | 62                | [ 100 ] |
| WWE SmackDown                                                       |                        |                          |                               |                                  |              |              |                   | |
| 67                                                                  | The Rock               | 21 de julio de 2002      | Vengeance                     | Detroit, Míchigan                | 7            | 35           | 34                | Derrotó a The Undertaker y Kurt Angle. |
| 68                                                                  | Brock Lesnar           | 25 de agosto de 2002     | SummerSlam                    | Uniondale, Nueva York            | 1            | 84           | 83                | Durante su reinado, Lesnar se negó a defender el título contra luchadores de Raw, y volvió el título exclusivo de la marca SmackDown. Debido a que en Raw se creó el World Heavyweight Championship, el 2 de septiembre este campeonato se renombró WWE Championship. |
| 69                                                                  | The Big Show           | 17 de noviembre de 2002  | Survivor Series               | Nueva York, Nueva York           | 2            | 28           | 27                | [ 103 ] |
| 70                                                                  | Kurt Angle             | 15 de diciembre de 2002  | Armageddon                    | Sunrise, Florida                 | 3            | 105          | 104               | [ 104 ] |
| 71                                                                  | Brock Lesnar           | 30 de marzo de 2003      | WrestleMania XIX              | Seattle, Washington              | 2            | 119          | 118               | [ 105 ] |
| 72                                                                  | Kurt Angle             | 27 de julio de 2003      | Vengeance                     | Denver, Colorado                 | 4            | 51           | 52                | Derrotó a Brock Lesnar y The Big Show. |
| 73                                                                  | Brock Lesnar           | 18 de septiembre de 2003 | SmackDown!                    | Raleigh, Carolina del Norte      | 3            | 152          | 150               | Fue un Iron Man match de 60 minutos. Ganó el campeonato el 16 de septiembre del 2003, pero WWE le reconoce desde el 18 de septiembre del mismo año, ya que ese día se emitió la pelea. |
| 74                                                                  | Eddie Guerrero         | 15 de febrero de 2004    | No Way Out                    | Daly City, California            | 1            | 133          | 132               | [ 108 ] |
| 75                                                                  | John Bradshaw Layfield | 27 de junio de 2004      | The Great American Bash       | Norfolk, Virginia                | 1            | 280          | 279               | Fue un Texas Bullrope match. |
| 76                                                                  | John Cena              | 3 de abril de 2005       | WrestleMania 21               | Los Ángeles, California          | 1            | 280          | 280               | Durante su reinado, cambio el diseño del campeonato y se volvió exclusivo de Raw el 5 de junio de 2005. |
| WWE Raw                                                             |                        |                          |                               |                                  |              |              |                   | |
| 77                                                                  | Edge                   | 8 de enero de 2006       | New Year's Revolution         | Albany, Nueva York               | 1            | 21           | 20                | Usó su oportunidad del Money in the Bank. |
| 78                                                                  | John Cena              | 29 de enero de 2006      | Royal Rumble                  | Miami, Florida                   | 2            | 133          | 133               | [ 112 ] |
| WWE ECW                                                             |                        |                          |                               |                                  |              |              |                   | |
| 79                                                                  | Rob Van Dam            | 11 de junio de 2006      | ECW One Night Stand           | Nueva York, Nueva York           | 1            | 22           | 21                | Usó su oportunidad del Money in the Bank en un Extreme Rules match. |
| WWE Raw                                                             |                        |                          |                               |                                  |              |              |                   | |
| 80                                                                  | Edge                   | 3 de julio de 2006       | Raw                           | Filadelfia, Pensilvania          | 2            | 76           | 75                | Derrotó a Rob Van Dam y John Cena. Durante su reinado, Edge personalizó el campeonato sustituyendo la placa frontal. |
| 81                                                                  | John Cena              | 17 de septiembre de 2006 | Unforgiven                    | Toronto, Ontario                 | 3            | 380          | 380               | Fue un Tables, Ladders & Chairs match. |
| —                                                                   | Vacante                | 2 de octubre de 2007     | ECW                           | Dayton, Ohio                     | —            | —            | —                 | Debido a una lesión de Cena. |
| 82                                                                  | Randy Orton            | 7 de octubre de 2007     | No Mercy                      | Rosemont, Illinois               | 1            | 0            | 0                 | Ortorgado por Vince McMahon. |
| 83                                                                  | Triple H               | 7 de octubre de 2007     | No Mercy                      | Rosemont, Illinois               | 6            | 0            | 0                 | [ 117 ] |
| 84                                                                  | Randy Orton            | 7 de octubre de 2007     | No Mercy                      | Rosemont, Illinois               | 2            | 203          | 202               | Fue un Last Man Standing match. |
| WWE SmackDown                                                       |                        |                          |                               |                                  |              |              |                   | |
| 85                                                                  | Triple H               | 27 de abril de 2008      | Backlash                      | Baltimore, Maryland              | 7            | 210          | 209               | Derrotó a Randy Orton, John Cena y John Bradshaw Layfield en un Fatal Four-Way Elimination match. |
| 86                                                                  | Edge                   | 23 de noviembre de 2008  | Survivor Series               | Boston, Massachusetts            | 3            | 21           | 20                | Derrotó a Triple H y Vladimir Kozlov. |
| 87                                                                  | Jeff Hardy             | 14 de diciembre de 2008  | Armageddon                    | Búfalo, Nueva York               | 1            | 42           | 41                | Derrotó a Edge y Triple H. |
| 88                                                                  | Edge                   | 25 de enero de 2009      | Royal Rumble                  | Detroit, Míchigan                | 4            | 21           | 20                | Fue un No Disqualification match. |
| 89                                                                  | Triple H               | 15 de febrero de 2009    | No Way Out                    | Seattle, Washington              | 8            | 70           | 69                | Derrotó a Edge, The Undertaker, Vladimir Kozlov, Jeff Hardy y The Big Show en un Elimination Chamber match. |
| WWE Raw                                                             |                        |                          |                               |                                  |              |              |                   | |
| 90                                                                  | Randy Orton            | 26 de abril de 2009      | Backlash                      | Providence, Rhode Island         | 3            | 42           | 41                | The Legacy (Orton, Ted DiBiase y Cody Rhodes) derrotaron a Triple H, Shane McMahon & Batista. Si Legacy ganaba, Orton ganaba el título. |
| 91                                                                  | Batista                | 7 de junio de 2009       | Extreme Rules                 | Nueva Orleans, Luisiana          | 1            | 2            | 1                 | Fue un Steel Cage match. |
| —                                                                   | Vacante                | 9 de junio de 2009       | WWE.com                       | —                                | —            | —            | —                 | Debido a una lesión en el bíceps braquial de Batista. |
| 92                                                                  | Randy Orton            | 15 de junio de 2009      | Raw                           | Charlotte, Carolina del Norte    | 4            | 90           | 89                | Derrotó a Triple H, John Cena y The Big Show. |
| 93                                                                  | John Cena              | 13 de septiembre de 2009 | Breaking Point                | Montreal, Quebec                 | 4            | 21           | 21                | Fue un «I Quit» match. Si alguien interfería a favor de Orton, perdía el título. |
| 94                                                                  | Randy Orton            | 4 de octubre de 2009     | Hell in a Cell                | Newark, Nueva Jersey             | 5            | 21           | 20                | Fue un Hell in a Cell match. |
| 95                                                                  | John Cena              | 25 de octubre de 2009    | Bragging Rights               | Pittsburgh, Pensilvania          | 5            | 49           | 49                | Fue un Iron Man match de 60 minutos. Si Cena perdía, abandonaba Raw. |
| 96                                                                  | Sheamus                | 13 de diciembre de 2009  | TLC: Tables, Ladders & Chairs | San Antonio, Texas               | 1            | 70           | 69                | Fue un Tables match. |
| 97                                                                  | John Cena              | 21 de febrero de 2010    | Elimination Chamber           | San Luis, Misuri                 | 6            | 0            | 0                 | Derrotó a Sheamus, Randy Orton, Triple H, Ted DiBiase y Kofi Kingston en un Elimination Chamber match. |
| 98                                                                  | Batista                | 21 de febrero de 2010    | Elimination Chamber           | San Luis, Misuri                 | 2            | 35           | 35                | [ 132 ] |
| 99                                                                  | John Cena              | 28 de marzo de 2010      | WrestleMania XXVI             | Glendale, Arizona                | 7            | 84           | 84                | [ 133 ] |
| 100                                                                 | Sheamus                | 20 de junio de 2010      | Fatal 4-Way                   | Uniondale, Nueva York            | 2            | 91           | 90                | Derrotó a John Cena, Randy Orton y Edge. |
| 101                                                                 | Randy Orton            | 19 de septiembre de 2010 | Night of Champions            | Rosemont, Illinois               | 6            | 64           | 63                | Derrotó a Sheamus, John Cena, Edge, Chris Jericho y Wade Barrett en un Six-Pack Challenge Elimination match. |
| 102                                                                 | The Miz                | 22 de noviembre de 2010  | Raw                           | Orlando, Florida                 | 1            | 160          | 159               | Usó su oportunidad del Raw Money in the Bank. Durante su reinado, The Miz personalizó el campeonato, girando la "W" del centro del campeonato para hacerla una "M". |
| 103                                                                 | John Cena              | 1 de mayo de 2011        | Extreme Rules                 | Tampa, Florida                   | 8            | 77           | 77                | Derrotó a The Miz y John Morrison en un Steel Cage match. |
| 104                                                                 | CM Punk                | 17 de julio de 2011      | Money in the Bank             | Rosemont, Illinois               | 1            | 28           | 28                | En kayfabe, Punk abandonó la empresa tras ganar el campeonato, por lo que WWE lo declaró vacante y organizó un torneo para definir un nuevo campeón. Punk regresó unas semanas después y derrotó a John Cena, entonces campeón, y se transformó en el campeón indiscutido. WWE considera este reinado como uno continuo hasta SummerSlam. |
| —                                                                   | Vacante                | 18 de julio de 2011      | Raw                           | Green Bay, Wisconsin             | —            | —            | —                 | Debido a la finalización del contrato de Punk. Actualmente WWE no reconoce esta vacancia. |
| 105                                                                 | Rey Mysterio           | 25 de julio de 2011      | Raw                           | Hampton, Virginia                | 1            | 0            | 0                 | Derrotó a The Miz en la final de un torneo para coronar a un nuevo campeón. Considerado campeón al igual que CM Punk. |
| 106                                                                 | John Cena              | 25 de julio de 2011      | Raw                           | Hampton, Virginia                | 9            | 20           | 20                | Considerado campeón al igual que CM Punk. Fue derrotado por Punk en SummerSlam para definir al campeón indiscutido. |
| —                                                                   | CM Punk                | 14 de agosto de 2011     | SummerSlam                    | Los Ángeles, California          | †            | —            | —                 | Punk derrotó a John Cena en un combate para determinar al campeón legítimo. Triple H fue el árbitro invitado. WWE considera este como una continuación del primer reinado de Punk. |
| 107                                                                 | Alberto Del Rio        | 14 de agosto de 2011     | SummerSlam                    | Los Ángeles, California          | 1            | 35           | 34                | Usó su oportunidad del Raw Money in the Bank. |
| 108                                                                 | John Cena              | 18 de septiembre de 2011 | Night of Champions            | Búfalo, Nueva York               | 10           | 14           | 14                | [ 142 ] |
| 109                                                                 | Alberto Del Rio        | 2 de octubre de 2011     | Hell in a Cell                | Nueva Orleans, Luisiana          | 2            | 49           | 48                | Derrotó a CM Punk y John Cena en un Hell in a Cell match. |
| 110                                                                 | CM Punk                | 20 de noviembre de 2011  | Survivor Series               | Nueva York, Nueva York           | 2            | 434          | 434               | [ 144 ] |
| WWE (sin marca definida)                                            |                        |                          |                               |                                  |              |              |                   | |
| 111                                                                 | The Rock               | 27 de enero de 2013      | Royal Rumble                  | Phoenix, Arizona                 | 8            | 70           | 69                | En el Raw posterior a Elimination Chamber The Rock presentó un nuevo diseño del título. |
| 112                                                                 | John Cena              | 7 de abril de 2013       | WrestleMania 29               | East Rutherford, Nueva Jersey    | 11           | 133          | 133               | [ 146 ] |
| 113                                                                 | Daniel Bryan           | 18 de agosto de 2013     | SummerSlam                    | Los Ángeles, California          | 1            | 0            | 0                 | [ 147 ] |
| 114                                                                 | Randy Orton            | 18 de agosto de 2013     | SummerSlam                    | Los Ángeles, California          | 7            | 28           | 28                | Usó su oportunidad del WWE Championship Money in the Bank. |
| 115                                                                 | Daniel Bryan           | 15 de septiembre de 2013 | Night of Champions            | Detroit, Míchigan                | 2            | 1            | 0                 | [ 149 ] |
| —                                                                   | Vacante                | 16 de septiembre de 2013 | Raw                           | Cleveland, Ohio                  | —            | —            | —                 | Por decisión de Triple H, ya que el árbitro Scott Armstrong hizo una cuenta rápida a favor de Bryan en Night of Champions. |
| 116                                                                 | Randy Orton            | 27 de octubre de 2013    | Hell in a Cell                | Miami, Florida                   | 8            | 161          | 160               | Derrotó a Daniel Bryan en un Hell in a Cell match, con Shawn Michaels como árbitro especial. El 15 de diciembre unificó el título con el World Heavyweight Championship tras derrotar a John Cena, renombrándose como WWE World Heavyweight Championship. |
| 117                                                                 | Daniel Bryan           | 6 de abril de 2014       | WrestleMania XXX              | Nueva Orleans, Luisiana          | 3            | 64           | 63                | Derrotó a Randy Orton y Batista. |
| —                                                                   | Vacante                | 9 de junio de 2014       | Raw                           | Mineápolis, Minnesota            | —            | —            | —                 | Debido a una lesión de cuello de Bryan. |
| 118                                                                 | John Cena              | 29 de junio de 2014      | Money in the Bank             | Boston, Massachusetts            | 12           | 49           | 49                | Derrotó a Randy Orton, Bray Wyatt, Roman Reigns, Alberto Del Rio, Cesaro, Kane y Sheamus en un Ladder match. |
| 119                                                                 | Brock Lesnar           | 17 de agosto de 2014     | SummerSlam                    | Los Ángeles, California          | 4            | 224          | 223               | Durante su reinado se presentó el diseño unificado del campeonato |
| 120                                                                 | Seth Rollins           | 29 de marzo de 2015      | WrestleMania 31               | Santa Clara, California          | 1            | 221          | 220               | Usó su oportunidad del Money in the Bank en medio de una lucha entre Lesnar y Roman Reigns. |
| —                                                                   | Vacante                | 5 de noviembre de 2015   | WWE.com                       | —                                | —            | —            | —                 | Debido a una lesión de LCA, LCT y menisco medial de Rollins. |
| 121                                                                 | Roman Reigns           | 22 de noviembre de 2015  | Survivor Series               | Atlanta, Georgia                 | 1            | 0            | 0                 | Derrotó a Dean Ambrose en la final de un torneo. |
| 122                                                                 | Sheamus                | 22 de noviembre de 2015  | Survivor Series               | Atlanta, Georgia                 | 3            | 22           | 22                | Usó su oportunidad del Money in the Bank. |
| 123                                                                 | Roman Reigns           | 14 de diciembre de 2015  | Raw                           | Filadelfia, Pensilvania          | 2            | 41           | 40                | Si Reigns perdía sería despedido de WWE. |
| 124                                                                 | Triple H               | 24 de enero de 2016      | Royal Rumble                  | Orlando, Florida                 | 9            | 70           | 69                | Ganó el título en el Royal Rumble match. |
| 125                                                                 | Roman Reigns           | 3 de abril de 2016       | WrestleMania 32               | Arlington, Texas                 | 3            | 77           | 76                | [ 163 ] |
| 126                                                                 | Seth Rollins           | 19 de junio de 2016      | Money in the Bank             | Las Vegas, Nevada                | 2            | 0            | 0                 | [ 164 ] |
| WWE SmackDown                                                       |                        |                          |                               |                                  |              |              |                   | |
| 127                                                                 | Dean Ambrose           | 19 de junio de 2016      | Money in the Bank             | Las Vegas, Nevada                | 1            | 84           | 83                | Usó su oportunidad del Money in the Bank. El 27 de junio de 2016, el título se renombró como WWE Championship. En Battleground, el título pasó a ser parte de la marca SmackDown Live. El 26 de julio de 2016, el campeonato se renombró como WWE World Championship. |
| 128                                                                 | AJ Styles              | 11 de septiembre de 2016 | Backlash                      | Richmond, Virginia               | 1            | 140          | 140               | El 10 de diciembre de 2016, el título cambió a su nombre original: WWE Championship. |
| 129                                                                 | John Cena              | 29 de enero de 2017      | Royal Rumble                  | San Antonio, Texas               | 13           | 14           | 14                | [ 167 ] |
| 130                                                                 | Bray Wyatt             | 12 de febrero de 2017    | Elimination Chamber           | Phoenix, Arizona                 | 1            | 49           | 48                | Derrotó a John Cena, AJ Styles, Baron Corbin, Dean Ambrose y The Miz en un Elimination Chamber match. |
| 131                                                                 | Randy Orton            | 2 de abril de 2017       | WrestleMania 33               | Orlando, Florida                 | 9            | 49           | 49                | [ 169 ] |
| 132                                                                 | Jinder Mahal           | 21 de mayo de 2017       | Backlash                      | Rosemont, Illinois               | 1            | 170          | 169               | [ 170 ] |
| 133                                                                 | AJ Styles              | 7 de noviembre de 2017   | SmackDown Live                | Mánchester, Inglaterra           | 2            | 371          | 371               | [ 171 ] |
| 134                                                                 | Daniel Bryan           | 13 de noviembre de 2018  | SmackDown Live                | San Luis, Misuri                 | 4            | 145          | 144               | Durante su reinado, Bryan introdujo otro diseño del campeonato, pero cuando perdió el campeonato este volvió a su diseño original. |
| 135                                                                 | Kofi Kingston          | 7 de abril de 2019       | WrestleMania 35               | East Rutherford, Nueva Jersey    | 1            | 180          | 180               | [ 173 ] |
| 136                                                                 | Brock Lesnar           | 4 de octubre de 2019     | SmackDown                     | Los Ángeles, California          | 5            | 173          | 184               | Durante su reinado, Lesnar fue transferido a Raw junto con el título. |
| WWE Raw                                                             |                        |                          |                               |                                  |              |              |                   | |
| 137                                                                 | Drew McIntyre          | 5 de abril de 2020       | WrestleMania 36               | Orlando, Florida                 | 1            | 214          | 202               | Ganó el campeonato el 26 de marzo del 2020, pero WWE le reconoce desde el 5 de abril del mismo año, ya que ese día se emitió la pelea. |
| 138                                                                 | Randy Orton            | 25 de octubre de 2020    | Hell in a Cell                | Orlando, Florida                 | 10           | 22           | 22                | Fue un Hell in a Cell match. |
| 139                                                                 | Drew McIntyre          | 16 de noviembre de 2020  | Raw                           | Orlando, Florida                 | 2            | 97           | 96                | Fue un No Disqualification match. |
| 140                                                                 | The Miz                | 21 de febrero de 2021    | Elimination Chamber           | San Petersburgo, Florida         | 2            | 8            | 8                 | Usó su oportunidad del Money in the Bank. |
| 141                                                                 | Bobby Lashley          | 1 de marzo de 2021       | Raw                           | San Petersburgo, Florida         | 1            | 196          | 195               | Fue un Lumberjack match. |
| 142                                                                 | Big E                  | 13 de septiembre de 2021 | Raw                           | Boston, Massachusetts            | 1            | 110          | 110               | Usó su oportunidad del Money in the Bank. |
| 143                                                                 | Brock Lesnar           | 1 de enero de 2022       | Day 1                         | Atlanta, Georgia                 | 6            | 28           | 27                | Derrotó a Big E, Seth Rollins, Kevin Owens y Bobby Lashley. |
| 144                                                                 | Bobby Lashley          | 29 de enero de 2022      | Royal Rumble                  | San Luis, Misuri                 | 2            | 21           | 20                | [ 182 ] |
| 145                                                                 | Brock Lesnar           | 19 de febrero de 2022    | Elimination Chamber           | Yeda, Arabia Saudita             | 7            | 43           | 43                | Derrotó a Bobby Lashley, Riddle, Seth Rollins, Austin Theory y AJ Styles en un Elimination Chamber match. |
| WWE Raw                                                             |                        |                          |                               |                                  |              |              |                   | |
| WWE SmackDown                                                       |                        |                          |                               |                                  |              |              |                   | |
| 146                                                                 | Roman Reigns           | 3 de abril de 2022       | WrestleMania 38               | Arlington, Texas                 | 4            | 735          | 734               | Fue un Winner Takes All match donde también estaba en juego el Universal Championship de Reigns, unificando ambos títulos. Como resultado, el campeonato pasó a llamarse Undisputed WWE Universal Championship. Durante su reinado se presentó el diseño unificado del campeonato. |
| WWE SmackDown                                                       |                        |                          |                               |                                  |              |              |                   | |
| 147                                                                 | Cody Rhodes            | 7 de abril de 2024       | WrestleMania XL               | Filadelfia, Pensilvania          | 1            | 378          | 378               | Fue un Bloodline Rules match. Durante su reinado, el término para referirse al campeonato pasó a ser Undisputed WWE Championship. |
| 148                                                                 | John Cena              | 20 de abril de 2025      | WrestleMania 41               | Las Vegas, Nevada                | 14           | 105          | 104               | Con esta victoria, Cena rompió el récord establecido por Ric Flair del luchador con más campeonatos mundiales reconocidos por la WWE, con 17 en total. Durante su reinado, el término para referirse al campeonato pasó a ser WWE Championship, debido a la desactivación del Campeonato Universal, pero también se ocupa el término Undisputed WWE Championship. |
| 149                                                                 | Cody Rhodes            | 3 de agosto de 2025      | SummerSlam                    | East Rutherford, Nueva Jersey    | 2            | 13+          | 13+               | Fue un Street Fight. |

### Total de días con el título

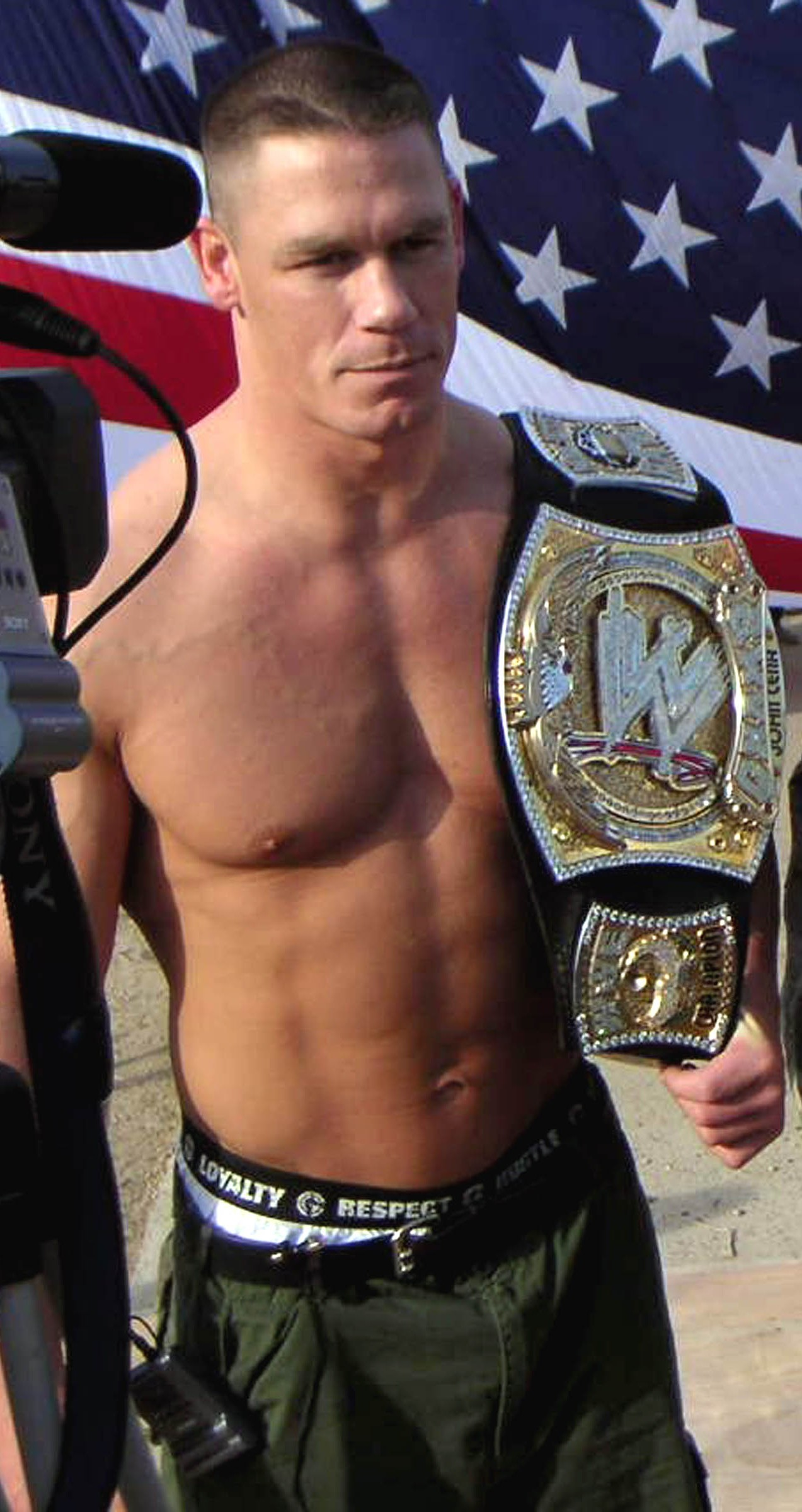
El récord de títulos es de John Cena, siendo 14 veces campeón. En la imagen se muestra con el "cinturón de spinner" que representó el campeonato desde 2005 hasta 2013.

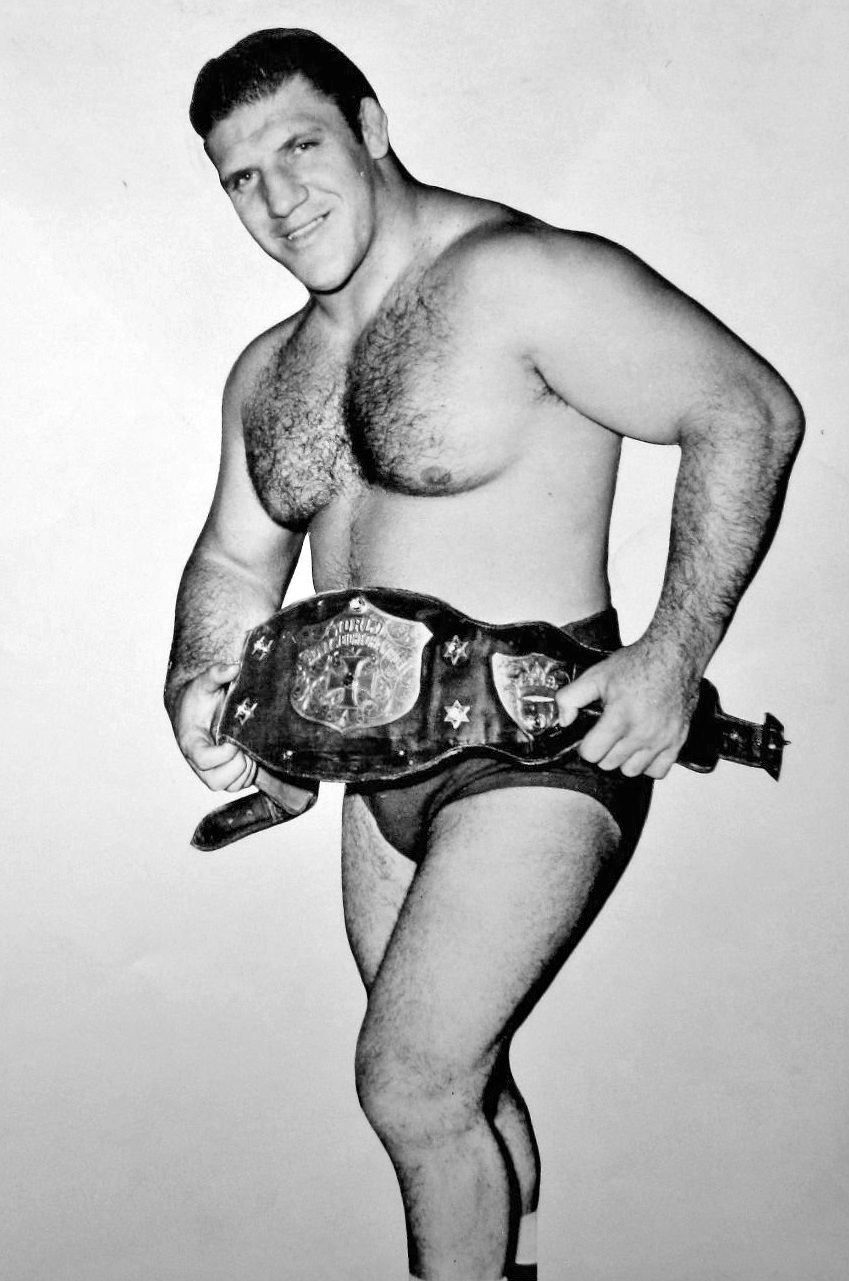
Bruno Sammartino, quien reinó 4040 días combinados como campeón siendo su primer reinado de 2803 días como el reinado más largo en la historia del título y de la empresa.

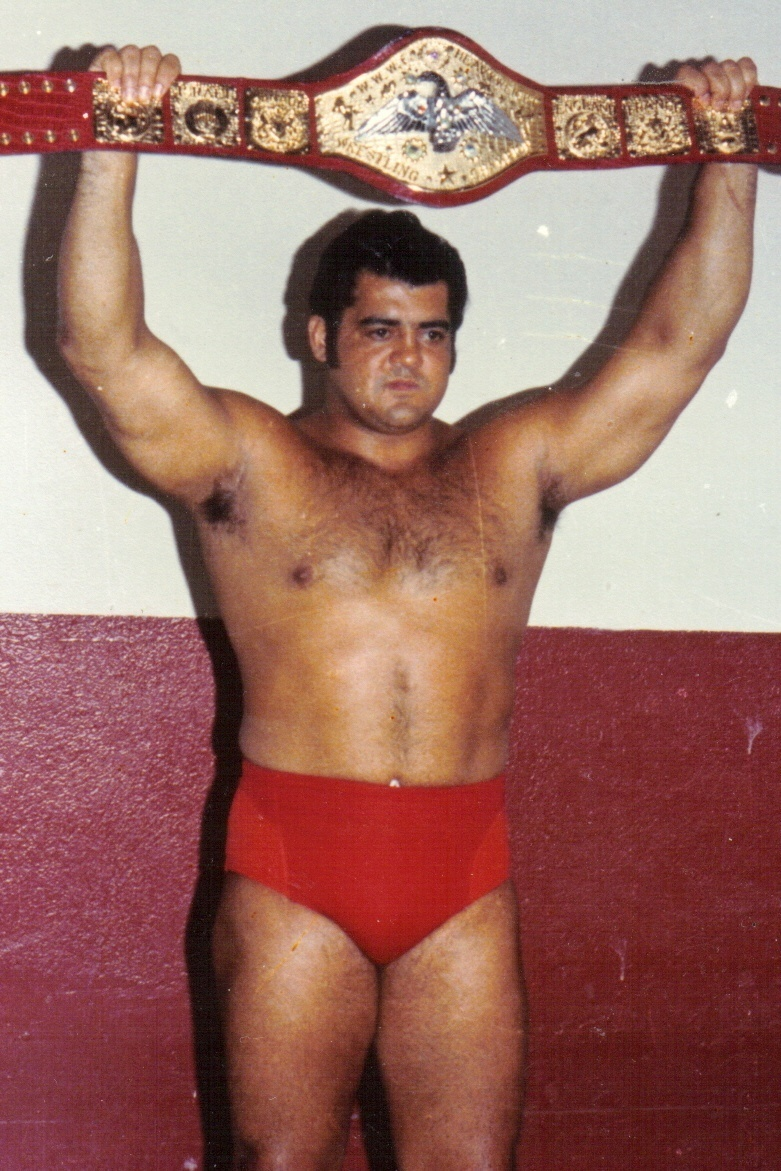
El único reinado de Pedro Morales alcanzó los 1027 días, uno de los más largos de la historia, lo que lo ubica en el quinto lugar en el total acumulado de días como campeón.

La siguiente lista muestra el total de días que un luchador ha poseído el campeonato si se suman todos los reinados que posee. Actualizado a la fecha del 16 de agosto de 2025.
| + | Indica al campeón actual. |

| N.º | Luchador               | Reinados | Días combinados | Reconocidos por WWE |
| --- | ---------------------- | -------- | --------------- | ------------------- |
| 1   | Bruno Sammartino       | 2        | 4040            | 4040                |
| 2   | Hulk Hogan             | 6        | 2185            | 2185                |
| 3   | Bob Backlund           | 2        | 2121            | 2138                |
| 4   | John Cena              | 14       | 1359            | 1358                |
| 5   | Pedro Morales          | 1        | 1027            | 1027                |
| 6   | Roman Reigns           | 4        | 853             | 850                 |
| 7   | Brock Lesnar           | 7        | 823             | 828                 |
| 8   | Randy Orton            | 10       | 680             | 675                 |
| 9   | Bret Hart              | 5        | 654             | 654                 |
| 10  | Triple H               | 9        | 610             | 609                 |
| 11  | Steve Austin           | 6        | 529             | 528                 |
| 12  | Randy Savage           | 2        | 520             | 520                 |
| 13  | AJ Styles              | 2        | 511             | 511                 |
| 14  | CM Punk                | 2        | 462             | 462                 |
| 15  | Shawn Michaels         | 3        | 396             | 396                 |
| 16  | Cody Rhodes            | 2        | 391+            | 391+                |
| 17  | The Rock               | 8        | 367             | 373                 |
| 18  | Diesel                 | 1        | 358             | 358                 |
| 19  | Drew McIntyre          | 2        | 311             | 298                 |
| 20  | Kurt Angle             | 4        | 297             | 295                 |
| 21  | Superstar Billy Graham | 1        | 296             | 296                 |
| 22  | The Ultimate Warrior   | 1        | 293             | 293                 |
| 23  | Yokozuna               | 2        | 280             | 280                 |
| 23  | John Bradshaw Layfield | 1        | 280             | 279                 |
| 25  | The Undertaker         | 4        | 238             | 237                 |
| 26  | Seth Rollins           | 2        | 221             | 220                 |
| 27  | Bobby Lashley          | 2        | 217             | 215                 |
| 28  | Daniel Bryan           | 4        | 210             | 207                 |
| 29  | Sheamus                | 3        | 183             | 181                 |
| 30  | Kofi Kingston          | 1        | 180             | 180                 |
| 31  | Jinder Mahal           | 1        | 170             | 169                 |
| 32  | The Miz                | 2        | 168             | 167                 |
| 33  | Edge                   | 4        | 139             | 135                 |
| 34  | Eddie Guerrero         | 1        | 133             | 132                 |
| 35  | Ric Flair              | 2        | 118             | 118                 |
| 36  | Big E                  | 1        | 110             | 110                 |
| 37  | Chris Jericho          | 1        | 98              | 97                  |
| 38  | Sycho Sid              | 2        | 97              | 97                  |
| 39  | Alberto Del Rio        | 2        | 84              | 82                  |
| 39  | Dean Ambrose           | 1        | 84              | 83                  |
| 41  | The Big Show           | 2        | 78              | 77                  |
| 42  | Sgt. Slaughter         | 1        | 64              | 64                  |
| 43  | Bray Wyatt             | 1        | 49              | 48                  |
| 44  | Mankind                | 3        | 47              | 36                  |
| 45  | Jeff Hardy             | 1        | 42              | 41                  |
| 46  | Batista                | 2        | 37              | 36                  |
| 47  | Buddy Rogers           | 1        | 36              | 21                  |
| 48  | The Iron Sheik         | 1        | 28              | 28                  |
| 49  | Rob Van Dam            | 1        | 22              | 21                  |
| 50  | Ivan Koloff            | 1        | 21              | 21                  |
| 51  | Stan Stasiak           | 1        | 9               | 9                   |
| 52  | Vince McMahon          | 1        | 6               | 4                   |
| 53  | Kane                   | 1        | 1               | 1                   |
| 54  | Rey Mysterio           | 1        | 0               | 0                   |
| 54  | André the Giant        | 1        | 0               | 0                   |

### Mayor cantidad de reinados
| Reinados | Luchador (es) |
| -------- | --- |
| 14 veces | John Cena |
| 10 veces | Randy Orton |
| 9 veces  | Triple H |
| 8 veces  | The Rock |
| 7 veces  | Brock Lesnar |
| 6 veces  | Steve Austin, Hulk Hogan |
| 5 veces  | Bret Hart |
| 4 veces  | Kurt Angle, The Undertaker, Edge, Daniel Bryan, Roman Reigns |
| 3 veces  | Mankind, Shawn Michaels, Sheamus |
| 2 veces  | Bruno Sammartino, Randy Savage, Ric Flair, Yokozuna, Bob Backlund, Sycho Sid, The Big Show, Batista, Alberto Del Rio, CM Punk, Seth Rollins, AJ Styles, Drew McIntyre, The Miz, Bobby Lashley, Cody Rhodes |